# Ambasadorowie Rosji i ZSRR w Austrii

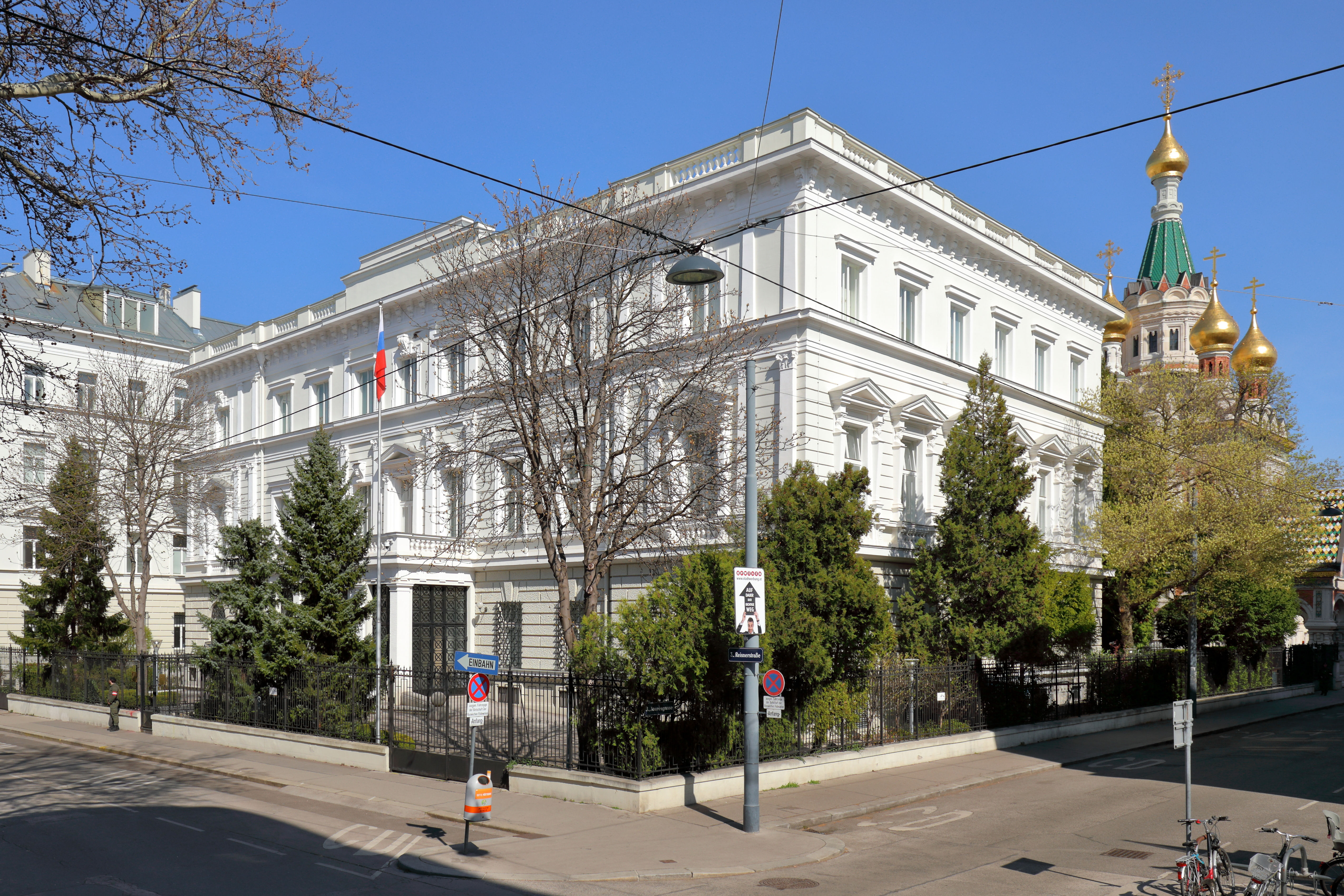
Ambasada Federacji Rosyjskiej w Wiedniu

Stała dyplomatyczna reprezentacja rosyjska przy dworze wiedeńskim datuje się dopiero od czasów, gdy Piotr I Wielki wprowadził reformy wzorowane na zachodnich metodach administracyjnych. Pierwszym rosyjskim przedstawicielem przy monarchii habsburskiej był Piotr Golicyn, który objął placówkę w Wiedniu 4 lutego 1701 roku. W pierwszej połowie XVIII wieku Rosja wysyłała do Wiednia wielu posłów (czasem nawet dwóch w tym samym czasie), którzy nosili różne tytuły. W 1720 roku oba państwa zawarły przymierze, które choć chwilami kłopotliwe przetrwało, aż do drugiej połowy XIX wieku, kiedy to konkurencja obu cesarstw na Bałkanach spowodowała liczne napięcia. Do I wojny światowej oba państwa przystąpiły po przeciwnych stronach. 6 sierpnia 1914 roku, wskutek wybuchu wojny stosunki między dwoma krajami zostały zerwane. Wznowiono je w kwietniu 1924, lecz już w zupełnie innej sytuacji politycznej. Austro-Węgry rozpadły się, a republikańska Austria utraciła znaczenie mocarstwowe. W Rosji w listopadzie 1917 władzę przejęli bolszewicy, którzy w grudniu 1922 utworzyli Związek Socjalistycznych Republik Radziecki. Anschluss w 1938 roku doprowadził do zaniknięcia stosunków dyplomatycznych między dwoma krajami. Od 1945 roku ziemie austriackie były okupowane przez zwycięskie mocarstwa. Już w 1953 roku Moskwa wyznaczyła ambasadora. Do kolejnej zmiany w stosunkach dwustronnych doszło w 1991 roku, po rozpadzie ZSRR, gdy powołana została Federacja Rosyjska.
Spośród ambasadorów rosyjskich w Wiedniu, Aleksander Gorczakow i Aleksiej Łobanow-Rostowski objęli tekę ministra spraw zagranicznych Imperium Rosyjskiego. Od 1991 roku siedzibą ambasady rosyjskiej (później i wcześniej także radzieckiej) jest Pałac Nassau. Tuż obok znajduje się prawosławny sobór św. Mikołaja.

## Przedstawiciele dyplomatyczni Rosji i ZSRR w Austrii
| Zdjęcie | Imię i nazwisko                       | Objął urząd          | Złożył urząd         | Reprezentował                        | Akredytacja                                           |
| ------- | ------------------------------------- | -------------------- | -------------------- | ------------------------------------ | ----------------------------------------------------- |
|         | Piotr Aleksiejewicz Golicyn           | 4 lutego 1701        | 1706                 | Carstwo Rosyjskie                    | Święte Cesarstwo Rzymskie                             |
|         | Heinrich von Huyssen                  | 6 sierpnia 1705      | marzec 1708          | Carstwo Rosyjskie                    | Święte Cesarstwo Rzymskie                             |
|         | Johann Christof Urbich                | 28 czerwca 1707      | 13 listopada 1712    | Carstwo Rosyjskie                    | Święte Cesarstwo Rzymskie                             |
|         | Andriej Artamonowicz Matwiejew        | 13 listopada 1712    | 2 kwietnia 1715      | Carstwo Rosyjskie                    | Święte Cesarstwo Rzymskie                             |
|         | Ludowik Łanczinski                    | 3 kwietnia 1715      | 8 sierpnia 1716      | Carstwo Rosyjskie                    | Święte Cesarstwo Rzymskie                             |
|         | Awraam Pawłowicz Wiesiełowski         | 24 maja 1715         | 4 lutego 1719        | Carstwo Rosyjskie                    | Święte Cesarstwo Rzymskie                             |
|         | Piotr Andriejewicz Tołstoj            | 11 lipca 1717        | 3 lutego 1718        | Carstwo Rosyjskie                    | Święte Cesarstwo Rzymskie                             |
|         | Johann Bernhard Weißbach              | 14 listopada 1719    | 10 lipca 1720        | Carstwo Rosyjskie                    | Święte Cesarstwo Rzymskie                             |
|         | Paweł Iwanowicz Jagużynski            | luty 1720            | 16 marca 1721        | Carstwo Rosyjskie                    | Święte Cesarstwo Rzymskie                             |
|         | Ludowik Łanczinski                    | 10 marca 1720        | 17 listopada 1752    | Carstwo Rosyjskie Imperium Rosyjskie | Święte Cesarstwo Rzymskie                             |
|         | Karl Gustaw von Loewenwolde           | 19 lipca 1731        | 2 lutego 1732        | Imperium Rosyjskie                   | Święte Cesarstwo Rzymskie                             |
|         | Michaił Pietrowicz Bestużew-Riumin    | 9 grudnia 1748       | 21 lutego 1752       | Imperium Rosyjskie                   | Święte Cesarstwo Rzymskie                             |
|         | Herman Karl von Keyserling            | 11 lipca 1752        | 28 maja 1761         | Imperium Rosyjskie                   | Święte Cesarstwo Rzymskie                             |
|         | Aleksandr Romanowicz Woroncow         | 28 maja 1761         | październik 1761     | Imperium Rosyjskie                   | Święte Cesarstwo Rzymskie                             |
|         | Dmitrij Michajłowicz Golicyn          | 30 maja 1761         | 14 maja 1792         | Imperium Rosyjskie                   | Święte Cesarstwo Rzymskie                             |
|         | Andriej Kiriłowicz Razumowski         | 25 listopada 1792    | 23 listopada 1799    | Imperium Rosyjskie                   | Święte Cesarstwo Rzymskie                             |
|         | Stiepan Aleksiejewicz Kołyczow        | 25 września 1799     | 10 maja 1800         | Imperium Rosyjskie                   | Święte Cesarstwo Rzymskie                             |
|         | Andriej Kiriłowicz Razumowski         | 10 maja 1801         | 9 lipca 1806         | Imperium Rosyjskie                   | Święte Cesarstwo Rzymskie, Cesarstwo Austrii          |
|         | Aleksandr Borisowicz Kurakin          | 9 lipca 1806         | 19 października 1808 | Imperium Rosyjskie                   | Cesarstwo Austrii                                     |
|         | Paweł Andriejewicz Szuwałow           | 28 listopada 1809    | 14 maja 1810         | Imperium Rosyjskie                   | Cesarstwo Austrii                                     |
|         | Gustaw Ernst von Stackelberg          | 14 maja 1810         | 9 listopada 1818     | Imperium Rosyjskie                   | Cesarstwo Austrii                                     |
|         | Jurij Aleksandrowicz Gołowkin         | 9 listopada 1818     | 16 września 1822     | Imperium Rosyjskie                   | Cesarstwo Austrii                                     |
|         | Dmitrij Pawłowicz Tatiszczew          | 22 sierpnia 1826     | 11 września 1841     | Imperium Rosyjskie                   | Cesarstwo Austrii                                     |
|         | Paweł Iwanowicz Medem                 | 2 grudnia 1841       | 31 sierpnia 1850     | Imperium Rosyjskie                   | Cesarstwo Austrii                                     |
|         | Piotr Meyendorff                      | 31 sierpnia 1850     | 1 lipca 1854         | Imperium Rosyjskie                   | Cesarstwo Austrii                                     |
|         | Aleksandr Michajłowicz Gorczakow      | 5 lipca 1854         | 15 kwietnia 1856     | Imperium Rosyjskie                   | Cesarstwo Austrii                                     |
|         | Andriej von Budberg                   | 7 lipca 1856         | 8 lutego 1858        | Imperium Rosyjskie                   | Cesarstwo Austrii                                     |
|         | Wiktor Pietrowicz Bałabin             | 5 sierpnia 1858      | 12 sierpnia 1864     | Imperium Rosyjskie                   | Cesarstwo Austrii                                     |
|         | Ernest Gustawowicz Stackelberg        | 5 sierpnia 1864      | 25 kwietnia 1868     | Imperium Rosyjskie                   | Cesarstwo Austrii, Austro-Węgry                       |
|         | Nikołaj Aleksiejewicz Orłow           | 13 grudnia 1869      | 2 maja 1870          | Imperium Rosyjskie                   | Austro-Węgry                                          |
|         | Jewgienij Pietrowicz Nowikow          | 29 marca 1870        | 22 grudnia 1879      | Imperium Rosyjskie                   | Austro-Węgry                                          |
|         | Pawieł Pietrowicz Ubri                | 22 grudnia 1879      | 1 czerwca 1882       | Imperium Rosyjskie                   | Austro-Węgry                                          |
|         | Aleksiej Borisowicz Łobanow-Rostowski | 13 lipca 1882        | 6 stycznia 1895      | Imperium Rosyjskie                   | Austro-Węgry                                          |
|         | Piotr Aleksiejewicz Kapnist           | 22 kwietnia 1895     | 2 grudnia 1904       | Imperium Rosyjskie                   | Austro-Węgry                                          |
|         | Lew Pawłowicz Urusow                  | styczeń 1905         | 1910                 | Imperium Rosyjskie                   | Austro-Węgry                                          |
|         | Nikołaj Nikołajewicz Girs             | 1910                 | 1912                 | Imperium Rosyjskie                   | Austro-Węgry                                          |
|         | Nikołaj Nikołajewicz Szebieko         | 1913                 | 6 sierpnia 1914      | Imperium Rosyjskie                   | Austro-Węgry                                          |
|         | Woldemar Christianowicz Aussem        | 21 maja 1924         | 10 grudnia 1924      | ZSRR                                 | I Republika Austriacka                                |
|         | Adolf Abramowicz Joffe                | 12 grudnia 1924      | 19 czerwca 1925      | ZSRR                                 | I Republika Austriacka                                |
|         | Jan Antonowicz Berzin                 | 19 czerwca 1925      | 7 września 1927      | ZSRR                                 | I Republika Austriacka                                |
|         | Konstantin Konstantinowicz Jurieniew  | 1 października 1927  | 24 stycznia 1933     | ZSRR                                 | I Republika Austriacka                                |
|         | Adolf Zalberg-Piotrowski              | 1 kwietnia 1933      | 10 listopada 1934    | ZSRR                                 | I Republika Austriacka, Federalne Państwo Austriackie |
|         | Iwan Leopoldowicz Lorenz              | 17 marca 1935        | 30 września 1938     | ZSRR                                 | Federalne Państwo Austriackie                         |
|         | Iwan Iwanowicz Iliczow                | 13 czerwca 1953      | 31 marca 1956        | ZSRR                                 | Austria                                               |
|         | Andriej Andriejewicz Smirnow          | 31 marca 1956        | 14 października 1956 | ZSRR                                 | Austria                                               |
|         | Siergiej Gieorgijewicz Łapin          | 19 października 1956 | 16 czerwca 1960      | ZSRR                                 | Austria                                               |
|         | Wiktor Iwanowicz Awiłow               | 16 czerwca 1960      | 13 czerwca 1965      | ZSRR                                 | Austria                                               |
|         | Boris Fiodorowicz Podcerob            | 30 czerwca 1965      | 20 września 1971     | ZSRR                                 | Austria                                               |
|         | Awierkij Borisowicz Aristow           | 20 września 1971     | 11 lipca 1973        | ZSRR                                 | Austria                                               |
|         | Michaił Timofiejewicz Jefriemow       | 10 marca 1975        | 24 października 1986 | ZSRR                                 | Austria                                               |
|         | Giennadij Sierafimowicz Szykin        | 24 października 1986 | 24 maja 1990         | ZSRR                                 | Austria                                               |
|         | Walerij Nikołajewicz Popow            | 24 maja 1990         | 30 sierpnia 1996     | ZSRR, Federacja Rosyjska             | Austria                                               |
|         | Władimir Michajłowicz Grinin          | 30 sierpnia 1996     | 29 kwietnia 2000     | Federacja Rosyjska                   | Austria                                               |
|         | Aleksandr Wasiljewicz Gołowin         | 4 sierpnia 2000      | 6 sierpnia 2004      | Federacja Rosyjska                   | Austria                                               |
|         | Stanisław Wiliorowicz Osadczij        | 14 września 2004     | obecny ambasador     | Federacja Rosyjska                   | Austria                                               |